# Павел Бадя
Павел Бадя (рум. Pavel Badea, нар. 10 червня 1967, Крайова) — румунський футболіст, що грав на позиції півзахисника, а також тренер.

## Клубна кар'єра
Вихованець клубу «Університатя» з рідного міста Крайова. У 1984 році він був включений до заявки першої команди. 5 травня 1984 року, у віці 16 років, він дебютував у Дивізії А у матчі проти «Тарговіште» (4:0). З сезону 1985/86 став основним гравцем клубу, а згодом став капітаном команди. У сезоні 1990/91 він виграв з командою чемпіонат і Кубок Румунії. Вважається одним із найвідоміших гравців в історії клубу. Усього в 1984—1992 роках він зіграв 202 гри в чемпіонаті і забив 43 голи. 
У 1992—1995 роках виступав у швейцарській «Лозанні», у складі якої провів 100 зустрічей у швейцарському вищому дивізіоні. Після цього у 1995 році повернувся до «Університаті».
На початку 1996 року став гравцем південнокорейського клубу «Сувон Самсунг Блювінгз». Вже в першому сезоні став віце-чемпіоном Південної Кореї, а також фіналістом національного кубка. Сам же Павел потрапив до символічної збірної К-ліги того сезону. Згодом з командою став фіналістом Кубка володарів кубків Азії 1997/98.
Влітку 1998 року Бадя перейшов в японський «Бельмаре Хірацука», після чого також грав у Джей-лізі за клуби «Касіва Рейсол» та «Авіспа Фукуока», вигравши з першим із них Кубок Джей-ліги у 1999 році, а з другою вилетів у другий дивізіон за результатами сезону 2001. 
По завершенні сезону 2001 року повернувся до Румунії і спочатку приєднався до клубу «Екстенсів» (Крайова) з Дивізії Б, але повернувся влітку 2002 року до рідної «Університаті» і в останній рік кар'єри навіть недовго був граючим тренером.

## Виступи за збірну
29 серпня 1990 року дебютував у складі національної збірної Румунії в товариському матчі з СРСР (2:1). Всього у формі головної команди країни зіграв 9 матчів і забив 2 голи в зустрічах проти Сан-Марино (1990 рік) та Латвії (1992 рік).

## Тренерська кар'єра
Уже в кінці своєї ігрової кар'єри в сезоні 2003/04 в протягом 7 турів був граючим тренером «Університаті». За цей час здобув 3 перемоги, 3 нічиї та зазнав 1 поразки.
З 25 лютого 2004 року був президентом клубу, але взяв на себе й тренерські обов'язки в наступному сезоні 2004/05 після звільнення Мірчі Редніка. 
У травні 2012 року «Університатю» було виключено зі структур Федерації футболу Румінії і через рік, за підтримки місцевої влади, у Крайовій було засновано клуб КСУ (Крайова), в якій Бадя став президентом. У сезоні 2013/14 клуб отримав ліцензію на виступ у Лізі II і з першої спроби вийшов в елітний дивізіон.

## Політична діяльність
У 2008 році Бадя почав займатися політичною та діловою діяльністю на ринку нерухомості. Він засідав у міській раді Крайови. У листопаді 2015 року був представлений кандидатом на посаду мера міста від Національно-ліберальної партії.

## Статистика
| Збірна Румунії | Збірна Румунії | Збірна Румунії |
| Роки           | Ігри           | голи           |
| -------------- | -------------- | -------------- |
| 1990           | 3              | 1              |
| 1991           | 4              | 0              |
| 1992           | 2              | 1              |
| Усього         | 9              | 2              |

## Досягнення
«Університатя»
- Чемпіон Румунії: 1990–91
- Володар Кубка Румунії: 1990–91

«Сувон Блювінгз»
- Віце-чемпіон Південної Кореї: 1996
- Фіналіст Кубка Південної Кореї: 1996
- Фіналіст Кубка володарів кубків Азії: 1997–98
- У символічній збірній К-ліги: 1996

«Касіва Рейсол»
- Володар Кубка Джей-ліги: 1999

## Особисте життя
Доктор економічних наук за освітою. Одружений з Міхаелою Еугенією (1973 р.н.). У них є двоє синів: Юліан Алексадру (нар. 1994) та Павел Сівіан (нар. 2006).